# Blindensendung

Internationales Symbol für eine Blindensendung

Um blinden Menschen das Lesen zu ermöglichen, wurde 1829 von dem französischen Blindenlehrer Louis Braille eine Schrift mit erhabenen Punkten erfunden. 1886 erlaubte die Deutsche Reichspost die Versendung von Blindensendungen, von Schriftstücken mit dieser Schrift, die meist sehr umfangreich ist, unter dem ermäßigten Drucksachenporto. 1913 kam es zu einer besonderen, noch weiter ermäßigten, gestaffelten Gebühr für Schriften in der Brailleschrift. Vom 1. April 1921 an galt die Gewichtsstufe von je 500 g. Am 1. Oktober 1922 wurde das Höchstgewicht auf 5 kg angehoben. 1923 kam es erst zur Erhöhung der Gewichtsstufe auf 1 kg, ab 1. Dezember 1923 zu einer Einheitsgebühr von 3 Pfennig bis 5 kg.
Die Deutsche Post AG bietet portofrei Blindensendungen für den Versand von Nachrichten oder Zeitungen in Brailleschrift (Blindenschrift) sowie von Hörbüchern auf Kassette bzw. auf CD-ROM im sogenannten DAISY-Standard an. So können Sehbehinderte Informationen austauschen. Blindensendungen können von jedem versandt werden. Die Schweizerische Post bietet ebenfalls einen entsprechenden Service an, die Österreichische Post bietet einen Service für internationale Blindensendungen an.

## Arten von Blindensendungen
- Schriftstücke in Blindenschrift (Braille-Schrift)
- für Blinde bestimmte Tonaufzeichnungen oder sonstige Magnetträger, deren Absender oder Empfänger eine amtlich anerkannte Blindenanstalt ist oder in deren Auftrag der Versand erfolgt
- Papiere für die Aufnahme von Blindenschrift, wenn sie von einer anerkannten Blindenanstalt an Blinde versandt werden

## Versandmerkmale
Blindensendungen dürfen nicht verschlossen sein. Auch wird jede Sendung mit dem Zusatz „Blindensendung“ über der Anschrift gekennzeichnet. Die Blindensendung kann gegen Gebühr mit anderen Leistungen der Deutschen Post wie beispielsweise einem Einschreiben kombiniert werden. Eine Blindensendung kann wie ein regulärer Brief über einen Briefkasten oder bei größeren Sendungen in einer Postfiliale eingeliefert werden.
Dies ist auch für international verschickte Blindensendungen zutreffend, die mit dem Zusatz „Blindensendung/Cécogramme“ gekennzeichnet werden.

## Geschichte

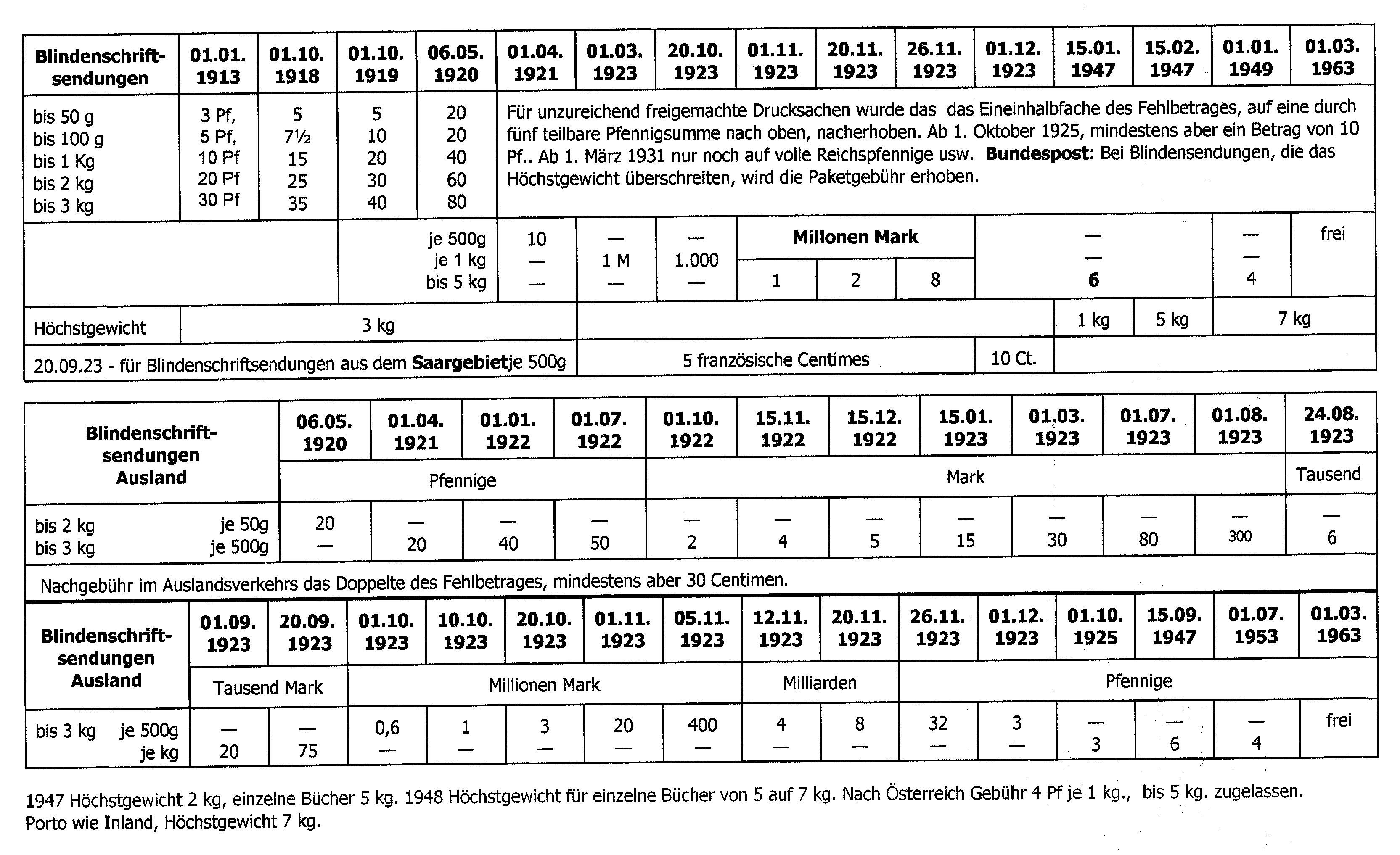
Tarif für Blindenschriftsendungen

### Norddeutscher Postbezirk
Die Norddeutsche Bundespost hatte die Versendung von Blindenschriftsendungen gegen die Drucksachengebühr zugelassen, diese Vergünstigung wurde aber 1872 aufgehoben, weil man nach Art der Herstellung die Drucksachengebühr nicht für anwendbar hielt. Man ließ sie im Jahre 1886 wieder zu. “Zu den Drucksachen zählen auch die zum Gebrauch der Blinden bestimmten Papiere mit erhabenen Punkten (Blindenschriftsendungen). Die Aufschrift der offenen Blindenschriftsendungen muß in gewöhnlichen Schriftzeichen hergestellt sein und den Vermerk "Blindenschrift" tragen.” Gleichzeitig wurden im internationalen Postverkehr Postkarten mit Blindenschrift, also Postkarten mit erhabenen Schriftzeichen (Reliefschrift) zugelassen. Die Anschrift hatte jedoch in gewöhnlicher Schrift zu erfolgen. 
Nun erwies sich auch die verbilligte Drucksachengebühr mit Rücksicht auf das Gewicht der Blindensendungen als zu hoch. Nach mehreren Eingaben der Blindenorganisationen wurden daher zum 1. Januar 1913 Blindenschriftsendungen eingeführt. Sie waren bis 3 kg in einem in fünf Stufen gestaffelten Tarif zugelassen.
Für Blindenschriftsendungen in die Freie Stadt Danzig, ins Memelgebiet, nach Luxemburg, in die Tschechoslowakei, nach Österreich, Westpolen und Ungarn wurden 1920 Inlandsgebühren erhoben. (Kleine Abweichungen unberücksichtigt)

### Deutsche Reichspost
Der Tarif wurde am 1. Januar 1922 in einer Staffelung von je 500 g bis 5 kg abgelöst.
Ab dem 1. Dezember 1923 wurde für Blindenschriftsendungen bis zum Gewicht von 5 kg die Gebühr der ersten Drucksachenstufe (3 Pfg.) erhoben.
Am 1. Oktober 1925 wurden die Gebühren im Auslandsverkehr für Blindenschriftsendungen je 1 kg, von je 500 g, geändert.
In der Verordnung über den Nachrichtenverkehr vom 9. April 1940 durften keine Nachrichten mit dem nichtfeindlichen Ausland über die militärische, wirtschaftliche oder politische Lage übermittelt werden. Nicht erlaubt waren Blindenschriftsendungen. Der Inlandsnachrichtenverkehr kann aus Gründen der Kriegsführung durch das Oberkommando der Wehrmacht Beschränkungen oder Auflagen unterworfen werden.

### Kriegsende 1945
Blindenschriftsendungen waren vom 15. Januar 1947 an zum Postversand zwischen allen vier Besatzungszonen zugelassen. Das Höchstgewicht für offene Sendungen betrug 1 kg, die Gebühr 6 Rpf.
Vom 15. Februar 1947 an wurde das Höchstgewicht für Blindenschriften innerhalb der britischen Zone sowie im Verkehr mit der US-Zone von jetzt 1 kg auf 5 kg erhöht. 
Ab 22. August 1947 waren Blindenschriftsendungen bis zum Höchstgewicht von 5 kg im Verkehr zwischen allen Besatzungszonen zugelassen. 
Vom 15. September 1947 an war im internationalen Postverkehr das Höchstgewicht für Blindenschriftsendungen im persönlichen Schriftwechsel von 500 g auf 2 kg, für Bücher auf 5 kg heraufgesetzt. Vom gleichen Zeitpunkt an wurden die Gebühren für Sendungen aus Deutschland ins Ausland vom Dreifachen auf das Zweifache der Vorkriegsgebühren gesenkt.
Vom 19. Juli 1948 an wurde das Höchstgewicht für Blindenschriftsendungen aus dem und in das Ausland von 5 auf 7 kg heraufgesetzt.
Mit Wirkung vom 1. Januar 1949 wurde das Höchstgewicht für Blindenschriftsendungen 
ebenfalls auf 7 kg heraufgesetzt. Die Gebühr betrug bis zum Höchstgewicht von 7 kg 4 Pf.

### Deutsche Bundespost
Die Gebühr für Blindenschriftsendungen in das Ausland wurde vom 1. Juli 1953 an auf 4 Pf (wie im Inland) bei einem Höchstgewicht von 7 kg festgesetzt. Die bisherige Berechnung nach Gewichtsstufen von 1 kg entfiel.
Seit 1. März 1963 wurde für die Beförderung der Blindenschriftsendungen keine Gebühr mehr erhoben, weiterhin aber für zusätzliche Serviceleistungen wie zum Beispiel Einschreiben.

### Deutsche Post der DDR
Für Blindensendungen waren die Zusatzleistungen Einschreiben, Rückschein, Eilzustellung, Luftpost (30. April 1975 gestrichen) und Nachnahme zugelassen. Am 15. Oktober 1947 wurden Blindenschriftsendungen innerhalb der Sowjetischen Besatzungszone bis 5 kg, ab 19. Mai 1949 bis 7 kg zugelassen. Ab dem 1. Juli 1953 waren Blindenschriftsendungen ins In- und Ausland gebührenfrei. Die Zusatzleistungen wurden am 1. August 1959 wieder gebührenpflichtig. Zum 1. Januar 1967 wurden auch Tonbänder und Schallplatten gestattet. Am 30. April 1975 wurden Zusatzleistungen erneut gebührenfrei. Ab dem 1. Juli 1990 war die Eilzustellung gebührenfrei, andere Zusatzleistungen gebührenpflichtig.

## Nachweise
1. ↑  Beschreibung zu nationalen und international Blindensendungen durch die Schweizer Post In: post.ch. Abgerufen am 13. November 2015.
2. ↑  Beschreibung zur internationalen Blindensendung durch die Österreichische Post. In: post.at. Abgerufen am 4. Dezember 2013.